# Thelazia rhodesii
Thelazia rhodesii е вид паразитен червей от род Телазия.

## Морфология
Видът има вретеновидно тяло със светлосламен цвят В предната и задната част кутикулата е напречнонабраздена и придава назъбен вид на тялото. Паразитите имат чифт шийни папили. Мъжките са с дължина 7,3 – 11,4 mm, а женските 17,4 – 21 mm. Мъжките откъм коремната си част имат 12 – 14 предклоакални и 2 чифта постклоакални папили. Женските имат шипоподобен израстък на опашката, а вулвата е в предната част на тялото.

## Жизнен цикъл
Ларвите се излюпват още в матката на възрастните. Те са с дължина 0,110 – 0,228 mm. Краен гостоприемник са основно Кухороги бозайници като говедо (Bos taurus), бивол (Bubalus bubalis), зебу (Bos indicus), бизон (Bison bonasus), понякога коне (Equus caballus), овце (Ovis aries), едногърби камили (Camelus dromedarius) и кози (Capra hircus). Ларвите се поемат от междинни гостоприемници мухи от видовете Musca autumnalis, Musca larvipara и Musca sorbens. Видът паразитира в конюнктивалната торба под третия клепач.

## Разпространение
Thelazia rhodesii е разпространен в Африка, Азия и Европа. Видът се среща и в България като причинява една от най-агресивните телазиози сред говедата.